# Araneus gemmoides
Araneus gemmoides este o specie de păianjeni din genul Araneus, familia Araneidae, descrisă de Chamberlin și Ivie, 1935. Conform Catalogue of Life specia Araneus gemmoides nu are subspecii cunoscute.